# Graag of niet
Graag of niet is een hoorspel naar het blijspel Hobson’s Choice (1915) van Harold Brighouse. De VARA zond het uit op woensdag 18 maart 1964. De vertaling was van Antoinette Westerlinck, voor bewerking en regie zorgde Jan C. Hubert. De uitzending duurde 112 minuten.

## Rolbezetting
- Constant van Kerckhoven (Henry Horatio Hobson)
- Eva Janssen (z’n dochter Maggie)
- Elly den Haring (Vickey)
- Els Buitendijk (Alice)
- Harry Bronk (Willie Mossop)
- Tine Medema (mevrouw Hepworth)
- Jo Vischer sr. (Timothy Wadlow, bijgenaamd Tubby)
- Rien van Noppen (Jim Heeler)
- Joke Reitsma-Hagelen (Ada Figgins)
- Jan Verkoren (dokter McFarlane)
- Paul van der Lek (Albert Prosser)
- Hans Karsenbarg (Fred Beenstock)

## Inhoud
Henry Hobson is een laarzenmaker met een drukbeklante zaak in het 19de-eeuwse Salford. Als weduwnaar met een zwak voor de pub aan de overzijde van de straat probeert hij het leven van zijn drie weerspannige dochters naar zijn hand te zetten. Wanneer hij zo ver gaat hen een huwelijk uit het hoofd te praten, om de dure bruidsschatten te vermijden, rebelleert de oudste dochter Maggie en ze zet haar zinnen op Willy Mossop, Hobsons belangrijkste laarzenmaker. Maggie en Willy vertrekken om concurrenten te worden, en vervolgens spant ze zich in om haar zusters te helpen met hun uitverkoren partners te trouwen…